# Jay Mohr
Jon Ferguson Mohr (Verona, 23 agosto 1970) è un attore e comico statunitense.
È diventato noto per il ruolo di protagonista nel telefilm Provaci ancora Gary.

## Vita privata
Ultimo di cinque figli, si è sposato due volte: prima dal 1998 al 2005 con l'attrice e modella Nicole Chamberlain, dalla quale nel 2002 ha avuto un figlio, Jackson; poi nel 2006 con l'attrice Nikki Cox, della quale ha assunto il cognome affiancandolo al proprio nel 2008, e dalla quale ha avuto un figlio, Meredith Daniel, nato nel 2011; alla fine del 2016, Mohr ha annunciato la separazione.

## Filmografia parziale

### Cinema
- Jerry Maguire, regia di Cameron Crowe (1996)
- Romantici equivoci (Picture Perfect), regia di Glenn Gordon Caron (1997)
- Paulie - Il pappagallo che parlava troppo (Paulie), regia di John Roberts (1998) - voce
- Small Soldiers, regia di Joe Dante (1998)
- Mafia! (Jane Austen's Mafia!), regia di Jim Abrahams (1998)
- Scherzi del cuore (Playing by Heart), regia di Willard Carrol (1998)
- Go - Una notte da dimenticare (Go), regia di Doug Liman (1999)
- 200 Cigarettes, regia di Risa Bramon Garcia (1999)
- Cherry Falls - Il paese del male (Cherry Falls), regia di Geoffrey Wright (2000)
- Un sogno per domani (Pay It Forward), regia di Mimi Leder (2000)
- Pluto Nash (The Adventures of Pluto Nash), regia di Ron Underwood (2002)
- S1m0ne, regia di Andrew Niccol (2002)
- Io, lei e i suoi bambini (Are We There Yet?), regia di Brian Levant (2005)
- King's Ransom, regia di Jeffrey W. Byrd (2005)
- Fuga dal matrimonio (The Groomsmen), regia di Edward Burns (2006)
- Even Money, regia di Mark Rydell (2006)
- Ricomincio da Natale (Christmas Do-Over), regia di Catherine Cyran (2006)
- La notte non aspetta (Street Kings), regia di David Ayer (2008)
- Hereafter, regia di Clint Eastwood (2010)
- L'incredibile Burt Wonderstone (The Incredible Burt Wonderstone), regia di Don Scardino (2013)
- Air - La storia del grande salto (Air), regia di Ben Affleck (2023)

### Televisione
- Action – serie TV, 13 episodi (1999-2000)
- I Simpson – serie animata, un episodio (2000) – voce
- Scrubs - Medici ai primi ferri (Scrubs) – serie TV, episodio 2x17 (2003)
- Fastlane – serie TV, 4 episodi (2003)
- CSI: Miami – serie TV, episodio 2x05 (2003)
- West Wing - Tutti gli uomini del Presidente (The West Wing) – serie TV, episodio 5x13 (2004)
- Ricomincio da Natale (Christmas Do-Over), regia di Caterine Cyran – film TV (2006)
- Ghost Whisperer - Presenze (Ghost Whisperer) – serie TV, 33 episodi (2006–2008)
- Provaci ancora Gary (Gary Unmarried) – serie TV, 37 episodi (2008-2010)
- Detective Monk (Monk) – serie TV, episodio 8x05 (2009)
- Suburgatory – serie TV, 5 episodi (2011)
- Un matrimonio sotto l'albero (A Christmas Wedding Tail), regia di Michael Feifer – film TV (2011)

## Doppiatori italiani
Nelle versioni in italiano delle opere in cui ha recitato, Jay Mohr è stato doppiato da:
- Massimiliano Manfredi in Mafia!, Scherzi del cuore, Un sogno per domani, S1m0ne
- Fabrizio Manfredi in Jerry Maguire, Romantici equivoci, Io, lei e i suoi bambini
- Fabrizio Vidale in Provaci ancora Gary, L'incredibile Burt Wonderstone, Detective Monk
- Massimo De Ambrosis in La notte non aspetta, Hereafter
- Oreste Baldini in Small Soldiers
- Vittorio De Angelis in Go - Una notte da dimenticare
- Francesco Prando in 200 Cigarettes
- Giorgio Borghetti in Even Money
- Francesco Pezzulli in Cherry Falls - Il paese del male
- Riccardo Niseem Onorato in Paulie - Il pappagallo che parlava troppo
- Davide Lepore in Ricomincio da Natale
- Corrado Conforti in Scrubs - Medici ai primi ferri
- Vittorio Guerrieri in Pluto Nash
- Riccardo Rossi in Ghost Whisperer - Presenze
- Fabrizio Odetto in Law & Order: Criminal Intent
- Francesco Bulckaen in Suburgatory

Da doppiatore è sostituito da:
- Edoardo Nevola in Paulie - Il pappagallo che parlava troppo
- Christian Iansante ne I Simpson